# 第7届上海电视节白玉兰奖
第七届上海电视节闭幕式暨白玉兰奖颁奖典礼于1998年11月12日晚在上海大剧院举行，共颁发14个奖项。本届白玉兰奖国际电视节目评奖共收到来自30个国家和地区的219部参赛节目。德国电视剧《失落的孩子》夺得三项大奖，成为本届最大赢家。

## 获奖名单

### 最佳电视剧
- 《失落的孩子》（ 德国）

### 最佳导演
- 马蒂·盖斯乔纳克《通往黑暗的旅行》（ 德国）

### 最佳男演员
- 克里斯朵夫·埃勃斯洛《失落的孩子》

### 最佳女演员
- 萨日娜《午夜有轨电车》

### 最佳编剧
- 克劳斯-彼得·沃尔夫《失落的孩子》（ 德国）

### 最佳技术
- 《国王之路》（ 法國）

### 最佳人文类纪录片
- 《第三个清晨》（ 日本）

### 最佳人文类纪录片创意
- 《为爱而去……马上回来》（ 以色列）

### 最佳人文类纪录片摄影
- 《织毯》（ 伊朗）

### 最佳自然类纪录片
- 《大白熊的王国》（ 英国）

### 最佳自然类纪录片创意
- 《最后的原始森林》（ 波蘭）

### 最佳自然类纪录片摄影
- 《最后的原始森林》（ 波蘭）

### 评委会特别奖

#### 电视剧
- 《真情难舍》（ 中国）

#### 纪录片
- 《战争还没有结束》（ 義大利）
- 《神鹿呀，我们的神鹿》（ 中国）